# تروث أور كونسكيونسيس
تروث أور كونسكيونسيس (نيومكسيكو) (بالإنجليزية: Truth or Consequences, New Mexico)‏ هي مدينة تقع في الولايات المتحدة في مقاطعة سيرا، نيومكسيكو. يقدر عدد سكانها بـ 6,451 نسمة ومساحتها 33.1 كم2 وترتفع عن سطح البحر 1,294 متر.

## التركيبة السكانية
حدّد مكتب تعداد الولايات المتحدة بيانات التركيبة السكانية لتروث أور كونسكيونسيس في تعداد الولايات المتحدة. في ما يلي، التركيبة السكانية حسب تعدادي 2000 و2010.

### تعداد عام 2000
بلغ عدد سكان تروث أور كونسكيونسيس 7,289 نسمة بحسب تعداد عام 2000، وبلغ عدد الأسر 3,450 أسرة وعدد العائلات 1,858 عائلة مقيمة في المدينة. في حين سجلت الكثافة السكانية 100.1 نسمة لكل كيلومتر مربع (259.3/ميل2). وبلغ عدد الوحدات السكنية 4,445 وحدة بمتوسط كثافة قدره 61 لكل كيلومتر مربع (158.0/ميل2).
وتوزع التركيب العرقي للمدينة بنسبة 85.35% من البيض و0.63% من الأمريكيين الأفارقة و1.77% من الأمريكيين الأصليين و0.16% من الأمريكيين ذوي الأصول الآسيوية و0.05% من سكان جزر المحيط الهادئ و9.36% من الأعراق الأخرى و2.68% من عرقين مختلطين أو أكثر و27.36% من الهسبانيون أو اللاتينيون من أي عرق.
بلغ عدد الأسر 3,450 أسرة كانت نسبة 22.7% منها لديها أطفال تحت سن الثامنة عشر تعيش معهم، وبلغت نسبة الأزواج القاطنين مع بعضهم البعض 40.5% من أصل المجموع الكلي للأسر، ونسبة 10.3% من الأسر كان لديها معيلات من الإناث دون وجود شريك، بينما كانت نسبة 3% من الأسر لديها معيلون من الذكور دون وجود شريكة وكانت نسبة 46.1% من غير العائلات. تألفت نسبة 41.2% من أصل جميع الأسر من عدة أفراد يعيشون في نفس المنزل ونسبة 22.1% كانت تتألف من شخص يعيش بمفرده يبلغ من العمر 65 عاماً أو أكثر. وبلغ متوسط حجم الأسرة المعيشية 2.04، أما متوسط حجم العائلات فبلغ 2.75.
بلغ العمر الوسطي للسكان 48.0 عاماً. وكانت نسبة 20.2% من القاطنين تحت سن الثامنة عشر، وكانت نسبة 5.6% بين الثامنة عشر والرابعة والعشرين عاماً، ونسبة 19.8% كانت واقعةً في الفئة العمرية ما بين الخامسة والعشرين والرابعة والأربعين عاماً، ونسبة 24.2% كانت ما بين الخامسة والأربعين والرابعة والستين، ونسبة 26.6% كانت ضمن فئة الخامسة والستين عاماً فما فوق. يوجد لكل 100 أنثى 94.5 ذكر، ويوجد لكل 100 أنثى في الثامنة عشر من عمرها فما فوق 89.4 ذكر.
بلغ متوسط دخل الأسرة في المدينة 20,986 دولارًا، أما متوسط دخل العائلة فبلغ 28,750 دولارًا. وكان متوسط دخل الذكور 23,214 دولارًا مقابل 18,207 دولارًا للإناث. وسجل دخل الفرد الخاص بالمدينة 14,415 دولارًا. وكانت نسبة 15.6% من العائلات ونسبة 23.2% من السكان تحت خط الفقر، وكان من هؤلاء نسبة 33.8% تحت سن الثامنة عشر ونسبة 18.1% في الخامسة والستين من العمر وما فوق.

### تعداد عام 2010
بلغ عدد سكان تروث أور كونسكيونسيس 6,475 نسمة بحسب تعداد عام 2010، وبلغ عدد الأسر 3,247 أسرة وعدد العائلات 1,508 عائلة مقيمة في المدينة. في حين سجلت الكثافة السكانية 88.9 نسمة لكل كيلومتر مربع (230.2/ميل2). وبلغ عدد الوحدات السكنية 4,226 وحدة بمتوسط كثافة قدره 58 لكل كيلومتر مربع (150.2/ميل2).
وتوزع التركيب العرقي للمدينة بنسبة 85.73% من البيض و0.63% من الأمريكيين الأفارقة و1.87% من الأمريكيين الأصليين و0.49% من الأمريكيين ذوي الأصول الآسيوية و0.03% من سكان جزر المحيط الهادئ و7.58% من الأعراق الأخرى و3.66% من عرقين مختلطين أو أكثر و28.17% من الهسبانيون أو اللاتينيون من أي عرق.
بلغ عدد الأسر 3,247 أسرة كانت نسبة 19% منها لديها أطفال تحت سن الثامنة عشر تعيش معهم، وبلغت نسبة الأزواج القاطنين مع بعضهم البعض 31% من أصل المجموع الكلي للأسر، ونسبة 11.1% من الأسر كان لديها معيلات من الإناث دون وجود شريك، بينما كانت نسبة 4.3% من الأسر لديها معيلون من الذكور دون وجود شريكة وكانت نسبة 53.6% من غير العائلات. تألفت نسبة 46.6% من أصل جميع الأسر من عدة أفراد يعيشون في نفس المنزل ونسبة 23.2% كانت تتألف من شخص يعيش بمفرده يبلغ من العمر 65 عاماً أو أكثر. وبلغ متوسط حجم الأسرة المعيشية 1.91، أما متوسط حجم العائلات فبلغ 2.69.
بلغ العمر الوسطي للسكان 52.2 عاماً. وكانت نسبة 17.1% من القاطنين تحت سن الثامنة عشر، وكانت نسبة 6.6% بين الثامنة عشر والرابعة والعشرين عاماً، ونسبة 16.9% كانت واقعةً في الفئة العمرية ما بين الخامسة والعشرين والرابعة والأربعين عاماً، ونسبة 30.7% كانت ما بين الخامسة والأربعين والرابعة والستين، ونسبة 28.8% كانت ضمن فئة الخامسة والستين عاماً فما فوق. وتوزع التركيب الجنسي للسكان بنسبة 49.4% ذكور و50.6% إناث.

## المناخ
يظهر الجدول التالي التغييرات المناخية على مدار السنة لتروث أور كونسكيونسيس:
| البيانات المناخية لـتروث أور كونسكيونسيس | البيانات المناخية لـتروث أور كونسكيونسيس | البيانات المناخية لـتروث أور كونسكيونسيس | البيانات المناخية لـتروث أور كونسكيونسيس | البيانات المناخية لـتروث أور كونسكيونسيس | البيانات المناخية لـتروث أور كونسكيونسيس | البيانات المناخية لـتروث أور كونسكيونسيس | البيانات المناخية لـتروث أور كونسكيونسيس | البيانات المناخية لـتروث أور كونسكيونسيس | البيانات المناخية لـتروث أور كونسكيونسيس | البيانات المناخية لـتروث أور كونسكيونسيس | البيانات المناخية لـتروث أور كونسكيونسيس | البيانات المناخية لـتروث أور كونسكيونسيس | البيانات المناخية لـتروث أور كونسكيونسيس |
| الشهر | يناير                                    | فبراير                                   | مارس                                     | أبريل                                    | مايو                                     | يونيو                                    | يوليو                                    | أغسطس                                    | سبتمبر                                   | أكتوبر                                   | نوفمبر                                   | ديسمبر                                   | المعدل السنوي                            |
| --- | ---------------------------------------- | ---------------------------------------- | ---------------------------------------- | ---------------------------------------- | ---------------------------------------- | ---------------------------------------- | ---------------------------------------- | ---------------------------------------- | ---------------------------------------- | ---------------------------------------- | ---------------------------------------- | ---------------------------------------- | ---------------------------------------- |
| الدرجة القصوى °ف (°م) | 77 (25)                                  | 84 (29)                                  | 91 (33)                                  | 96 (36)                                  | 105 (41)                                 | 112 (44)                                 | 108 (42)                                 | 105 (41)                                 | 102 (39)                                 | 93 (34)                                  | 86 (30)                                  | 77 (25)                                  | 112 (44)                                 |
| متوسط درجة الحرارة الكبرى °ف (°م) | 56.7 (13.7)                              | 62.5 (16.9)                              | 69.0 (20.6)                              | 77.5 (25.3)                              | 86.6 (30.3)                              | 95.4 (35.2)                              | 95.4 (35.2)                              | 92.3 (33.5)                              | 87.4 (30.8)                              | 77.1 (25.1)                              | 65.3 (18.5)                              | 55.4 (13.0)                              | 76.7 (24.8)                              |
| المتوسط اليومي °ف (°م) | 42.0 (5.6)                               | 47.0 (8.3)                               | 53.1 (11.7)                              | 61.0 (16.1)                              | 70.4 (21.3)                              | 78.9 (26.1)                              | 81.2 (27.3)                              | 78.7 (25.9)                              | 72.9 (22.7)                              | 62.0 (16.7)                              | 50.0 (10.0)                              | 41.4 (5.2)                               | 61.6 (16.4)                              |
| متوسط درجة الحرارة الصغرى °ف (°م) | 27.4 (−2.6)                              | 31.6 (−0.2)                              | 37.3 (2.9)                               | 44.5 (6.9)                               | 54.1 (12.3)                              | 62.5 (16.9)                              | 67.0 (19.4)                              | 65.1 (18.4)                              | 58.4 (14.7)                              | 46.8 (8.2)                               | 34.6 (1.4)                               | 27.3 (−2.6)                              | 46.5 (8.1)                               |
| أدنى درجة حرارة °ف (°م) | 6 (−14)                                  | −6 (−21)                                 | 12 (−11)                                 | 20 (−7)                                  | 34 (1)                                   | 47 (8)                                   | 52 (11)                                  | 48 (9)                                   | 43 (6)                                   | 23 (−5)                                  | 14 (−10)                                 | −4 (−20)                                 | −6 (−21)                                 |
| معدل هطول الأمطار إنش (مم) | 0.45 (11)                                | 0.37 (9.4)                               | 0.33 (8.4)                               | 0.23 (5.8)                               | 0.36 (9.1)                               | 0.84 (21)                                | 2.04 (52)                                | 2.10 (53)                                | 1.62 (41)                                | 1.21 (31)                                | 0.60 (15)                                | 0.65 (17)                                | 10.93 (278)                              |
| متوسط الأيام الممطرة (≥ 0.01 inch) | 1.5                                      | 2.2                                      | 2.1                                      | 1.6                                      | 2.9                                      | 3.9                                      | 7.5                                      | 7.7                                      | 6.1                                      | 5.2                                      | 3.4                                      | 3.8                                      | 47.9                                     |
| المصدر #1: Western Regional climate center (WRCC) "1981–2010 – TRUTH OR CONSEQUENCES, NM" (بالإنجليزية). Archived from the original on 2023-03-19. |                                          |                                          |                                          |                                          |                                          |                                          |                                          |                                          |                                          |                                          |                                          |                                          |                                          |
| المصدر #2: National Weather Service El Paso, Texas                                                                                                 |                                          |                                          |                                          |                                          |                                          |                                          |                                          |                                          |                                          |                                          |                                          |                                          |                                          |

## أعلام
- روزماري أميس
- مارتي مارتن
- رودجر ماكفرلين